# Tres Comunes de Cataluña
Los Tres Excelentísimos Comunes de Cataluña fue la denominación conjunta que recibieron las tres principales instituciones de autogobierno de Cataluña durante la Edad Moderna hasta 1714, año en el que fueron abolidas:
- la Diputación del General de Cataluña
- el Consejo de Ciento de Barcelona
- el Brazo militar de Cataluña

La coaligación de las tres instituciones en la defensa de las constituciones catalanas llevó al virrey de Cataluña, el duque de Villahermosa, a alertar de los "peligros" que podía suponer para el poder real. En 1705 estalló la rebelión austracista de Cataluña en el contexto de la guerra de sucesión española que finalizaría con el Tratado de Utrecht. Al año siguiente de la rebelión, en 1706, el felipista marqués de Gironella se refería a la Conferencia de los Tres Comunes como «Junta perniciosa y maliciosa (...) triplealianza (...) oráculo de toda la nación catalana».

## Los Tres Comunes

### Diputación del General de Cataluña
La Diputación del General de Cataluña era la institución que representaba a Cataluña con carácter permanente y ordinario. Por «General» o «Generalidad» se designaba a toda la comunidad de individuos del Principado de Cataluña. La Diputación del General fue el resultado de un proceso histórico gradual de ochenta años que se prolongó desde fines del siglo XIII hasta mediados del siglo XIV. La institución cristalizó finalmente debida a la guerra de los Dos Pedros que enfrentó a Corona de Aragón contra la Corona de Castilla. La larga guerra supuso continuas movilizaciones de tropas y la necesidad de alzar o reformar las murallas de muchas de las ciudades de los estados de la Corona de Aragón. Ello desembocó en la imperiosa necesidad de desarrollar un organigrama fiscal, decisión que se plasmó en la Corte de Cervera de 1359 en la cual designó una comisión encargada de recaudar los impuestos para financiar la guerra contra Castilla; dicha comisión permanente resultaría en la Diputación del General de Cataluña. Equivalentemente se crearon la Diputación del General de Aragón y la Diputación del General de Valencia. Tras la entronización de la dinastía Trastámara las funciones políticas de la Diputación del General de Cataluña dieron lugar a una fase de conflictos crecientes contra el autoritarismo de los nuevos monarcas, que acabó estallando en la guerra civil catalana iniciada cuando la Diputación del General de Cataluña declaró la guerra contra el rey Juan II de Aragón. Finalizada la guerra, el hijo de Juan II, el rey Fernando el Católico, se ganó el afecto de los catalanes al refrendar la Constituciones de Cataluña y el protagonismo de la Diputación del General devino fundamental en la política catalana durante el siglo XVI. El proyecto uniformista del conde duque de Olivares a mediados del siglo XVII provocó el estallido de la guerra de Cataluña en la que nuevamente la Diputación del General declaró la guerra al rey, en esta ocasión contra Felipe IV de España, toda vez que se proclamó la república de Cataluña y su separación de España. El jurista catalán Juan Luis de Fontanella refrendaba al estallar la guerra en 1640 que «los diputados, como es su deber, jamás dejarán de ladrar cuando algo se haga que perjudique las libertades de la Patria». Mas en esta ocasión el fin de la guerra acabó con la subordinación de la Diputación del General de Cataluña al poder real. Aun así, la conflictividad política que continuó generando Cataluña dentro de España se canalizó, a partir de entonces, a través del creciente poder de los otros dos comunes de Cataluña: el «Consejo de Ciento de Barcelona» y el «Brazo militar de Cataluña».

### Consejo de Ciento de Barcelona
El Consejo de Ciento de Barcelona era la institución de autogobierno municipal de la ciudad de Barcelona; recibió dicho nombre porque lo formaba una asamblea de 100 ciudadanos, los llamados jurados, que asesoraban y supervisaban a los magistrados municipales, los consellers de Barcelona; quedó fijado el número en cien, aunque la cifra de jurados de la asamblea fue aumentando a lo largo del tiempo. El Consejo de Ciento fue fortalecido durante la Edad Moderna por Fernando II de Aragón tras la guerra civil catalana (1462-1472). En la reforma de 1510 se igualó en número de representantes de todos los estamentos y se permitió, tras tres siglos, la reincorporación de los nobles al gobierno municipal. Durante la guerra de Cataluña (1640-1652) el Consejo de Ciento continuó abriéndose a todos los estamentos sociales, incorporando al ‘’conseller’’ sexto, el representante de los menestrales. Los ejes de poder que desarrolló Barcelona se fundamentaron en el alto grado de interestamentalidad de sus cuadros dirigentes, guiados por la clase mercantil barcelonesa, la ambición de competencias, y la pretensión de representar a todas las ciudades de Cataluña. En este aspecto cabe tener en cuenta que el poder del Consejo de Ciento no se constreñía al interior de las murallas de Barcelona, sino que mediante el privilegio del Carreratge, varias ciudades y villas catalanas se convirtieron en Carrer de Barcelona (calle de Barcelona); se acogieron a dicho privilegio municipios como Caldas de Montbui, La Roca del Vallés, Igualada, etc, en tal manera que el poder de los consellers de Barcelona se extendió progresivamente por toda Cataluña. El sistema de gobierno municipal radicaba su funcionamiento en la meritocracia y la incorporación de nuevos miembros a la clase mercantil dirigente mediante la incorporación de nuevas familias procedentes, o bien de estamentos inferiores, o bien de la ruralía catalana. Los Usajes y la gran cantidad de privilegios recibidos de los reyes de Aragón habían situado a Barcelona en una posición única dentro de Cataluña y de toda la corona española: nombramiento de cónsules ultramarinos, de embajadores propios, acuñación de moneda propia, guarnición militar propia mediante la coronela gremial de Barcelona, privilegio de cobertura y condición de sus consellers de Grandes de España. En 1633 Gaspar Sala afirmaba que «Barcelona es la cabeza de toda Cataluña, y el espejo en que las demás ciudades se miran», mientras que ante el fracaso de su Gran Memorial, el conde duque de Olivares concluía que «las tres cuartas partes del Principado dependen de Barcelona». En 1704, en los albores del estallido de la guerra de sucesión española, el marqués de Mancera manifestaba ante el Consejo de Estado que 
«todo el Principado de Cataluña consiste en la posesión de Barcelona».

### Brazo militar de Cataluña
Si tanto la Diputación del General como el Consejo de Ciento hundían sus raíces en la Edad Media y las leyes pactadas con los reyes de Aragón, será una institución propia de la modernidad política de Cataluña la que adquirirá un protagonismo relevante en el belicismo catalán de los siglos XVII y XVIII: el Brazo militar de Cataluña. Dicha institución fue creada en 1602 por Onofre de Alentorn con la misión de congregar a toda la aristocracia militar catalana. En sus Ordinacions se configuraba el funcionamiento de la nueva institución y la ambición por influenciar en la política de Cataluña. La Junta de Oficiales era el organismo rector del Brazo militar y estaba formado por ocho miembros: el protector, el clavario, y seis consejeros, los cuales estaban asistidos por un síndico. Todos ellos tenían un mandato de dos años, siendo el Protector del Brazo su máxima autoridad. La aristocracia militar catalana era convocada en el Consejo Plenario, siendo sus resoluciones ejecutadas por los oficiales del Brazo. Tras la guerra de Cataluña (1640-1659) la corona española había conseguido el control de Diputación del General y del Consejo de Ciento mediante las desinsaculaciones, esto es, la exclusión de todos aquellos que no fueran afectos al rey, de las listas de posibles candidatos en sendas instituciones. Pero el Brazo militar escapó de dicho control al ser sus oficiales escogidos ad aurem secret, impidiéndose así cualquier intervención del monarca. Para extender su poder de influencia el Brazo militar aceptó, a la par de los Nobles y de los Caballeros del Principado Cataluña, a los a Ciudadanos Honrados, engrosando sus listas de registro con miembros cada vez más radicalizados ante la imposibilidad de acceder a la Diputación del General o al Consejo de Ciento. El estado de guerra permanente en que vivieron los catalanes del siglo XVII —guerra de Cataluña (1640-1659), guerra de Devolución (1667-1668), guerra franco-holandesa (1672-1678), y guerra de los Nueve Años (1688-1697)— favoreció la ascendencia del Brazo militar en la política de Cataluña. A partir de esa fecha, el Brazo militar catalán impulsará la acción coaligación de las tres instituciones mediante la «Conferencia de los Tres Comunes», conferencia con la que conseguirá arrastrar tanto a la Diputación, como al Consejo de Ciento, a una confrontación abierta contra los crecientes atisbos de absolutismo de Felipe V, y que acabará con el estallido de la rebelión de Cataluña y el inicio de la guerra de Sucesión en el interior de España. En 1715, finalizada la guerra, el intendente José Patiño definía en su informe ante el Consejo de Castilla al Brazo militar de Cataluña como «un congreso de todos los caballeros de Cataluña que se juntaban a su arbitrio, fuera de Cortes, y en cualquier tiempo», en tal manera que se convirtió en el tercer contrapoder frente a la monarquía, adquiriendo más fuerza incluso que la Generalidad en la defensa del sistema constitucional catalán; Patiño concluía su informe con las siguientes palabras: «de algunos años a esta parte, por descuido o tolerancia de los ministros, se había hecho formidable, y se entrometía en todas las materias de estado, publicándose celadores de la observancia de sus fueros».

## La Conferencia de los Tres Comunes

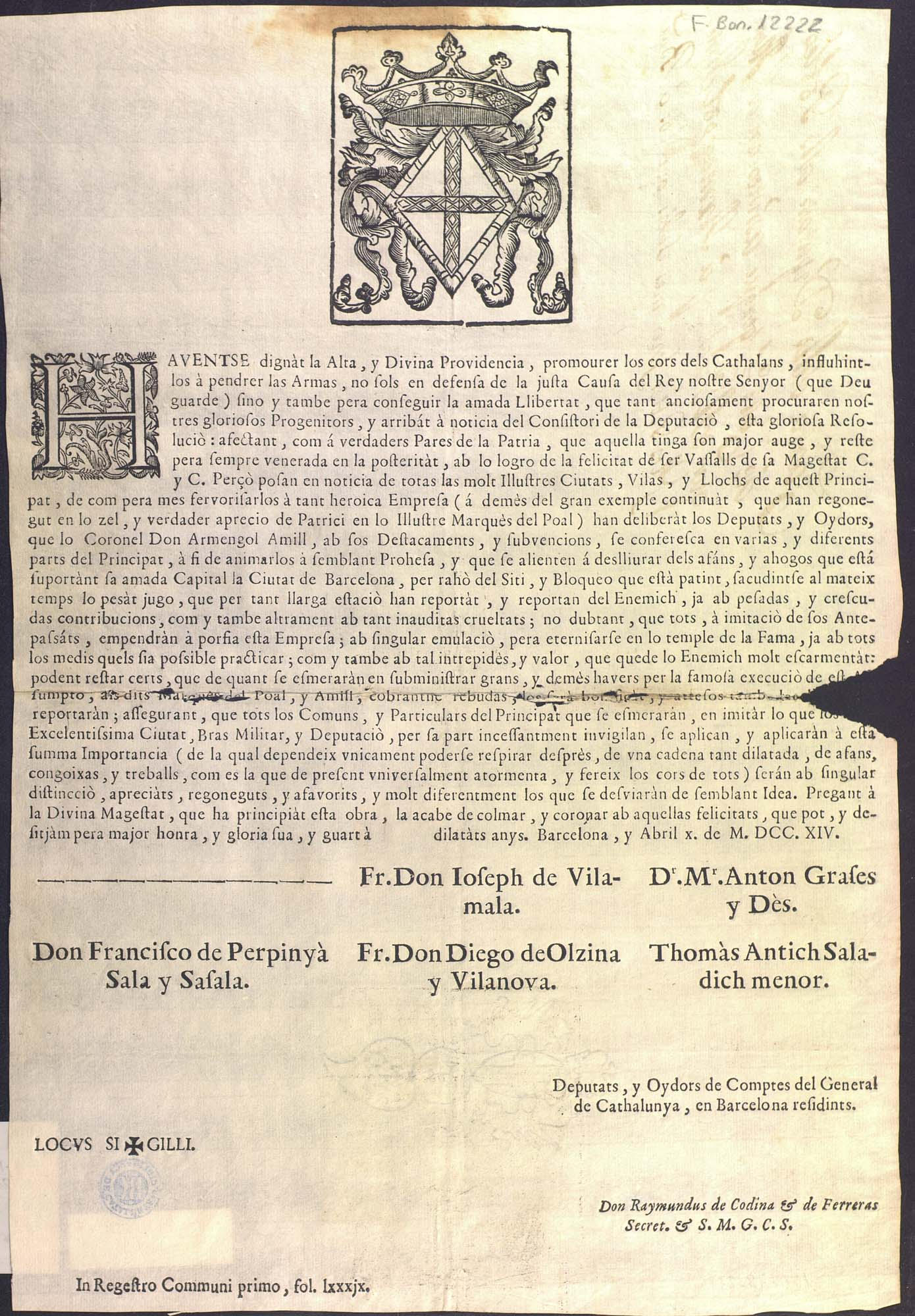
«Padres de la Patria».
Los dirigentes políticos catalanes que declararon la continuación de la guerra en 1713 se arrogaron a menudo la calificación de Pater Patriae (Padres de la Patria). En esta carta del 10 de abril de 1714 los diputados de la Generalidad de Cataluña justifican la «gloriosa resolución», e instan a continuar la guerra «no solo en defensa de la justa causa del rey nuestro señor (que Dios guarde) sino y también para conseguir la amada Libertad».

El sitio de Barcelona de 1697 supuso el fin de la guerra de los Nueve Años (1688-1697); circunscrito dicho conflicto en las intrigas sucesorias ante la predecible muerte de Carlos II de España y los tratados de reparto de la monarquía española entre Francia e Inglaterra, la pasiva actitud de las tropas españolas frente a las tropas francesas generó un gran rencor hacia la corte de Madrid. A partir de 1698 el Brazo militar de Cataluña instó al Consejo de Ciento de Barcelona a reunirse en conferencia, una coaligación a la que se uniría más tarde el otro común, la Diputación del General. Tras la muerte de Carlos II en noviembre de 1700 y la entronización de un Borbón francés al frente de la monarquía española el Brazo militar catalán convocó nuevamente a los otros dos comunes a conferenciar. La negativa de Felipe V a convocar la vice-regia, la destitución del virrey de Cataluña Jorge de Darmstadt, así como el nombramiento de nuevo virrey sin consentimiento de las Cortes catalanes, tal y como era de precepto según las Constituciones de Cataluña, iniciaron un período de conflictividad institucional contra el nuevo monarca Borbón. El clima de tensión se suavizó tras la Cortes de Cataluña de 1701-1702, pero en 1703 la «Conferencia de los Tres Comunes» volvió a coaligarse para detener la vulneración de las constituciones catalanas por parte del virrey, concluyendo en la representación enviada ante Felipe V que «en Cataluña no hay cosa mas establecida y fixa que sus constituciones se deben entender a la letra», y denunciando que «se experimenta una total inobservancia de las leyes que vuestra magestad y los Braços [sic] en estas últimas Cortes establecieron».
Ante las amenazas crecientes, el virrey de Cataluña intentó calmar a los Tres Comunes prometiendo la recta observación de las leyes de Cataluña en tal manera que «cesarían de una vez las disputas y ser restablecería la buena armonía entre los ministros regios y los comunes». Pero la realidad fue bien distinta y el nombramiento de un virrey, Francisco de Velasco, solo agravó aún más la situación hasta llegar a lo insostenible; en enero el Brazo militar de Cataluña envió un último aviso a Felipe V advirtiéndole del «poco agrado, aceptación y agasajo con que el lugarteniente de vuestra magestad trata al Braço quedando toda la nobleza catalana mortificada». El intento de desembarco aliado en Barcelona en 1704 alarmó sobremanera a la corte de Felipe V, a lo que siguió una política de detenciones indiscriminada lanzada por el virrey Velasco que conculcaba gravemente las Constituciones de Cataluña; así mismo el virrey, a la par que urgía a Madrid para que le enviaran refuerzos militares para contener la situación en Barcelona, prohibió que se celebrara cualquier conferencia más entre los Tres Comunes de Cataluña. En febrero de 1705 Felipe V decretó que «en vista de los absurdos que han resuelto y resultan de dichas conferencias contra mi real servicio, y quietud pública de esse [sic] Principado, he tenido por bien de resolver y mandar que no se tengan ni permitan»; tan solo tres meses más tarde, en mayo de 1705, estalló la rebelión de Cataluña que arrastró a toda España a la guerra civil durante la guerra de sucesión española. Finalmente en octubre de 1705 las tropas del archiduque Carlos tomaron Barcelona, y tanto la Generalidad de Cataluña, como los Consellers de Barcelona, como el Brazo militar de Cataluña, le aclamaron como a un libertador. Días más tarde el archiduque de Austria era proclamado legítimo rey Carlos III de España, jurando respetar las Constituciones de Cataluña y convirtiendo a Barcelona en sede de su corte y baluarte austracista durante el resto de la guerra.

## Tribunal de Contrafacciones

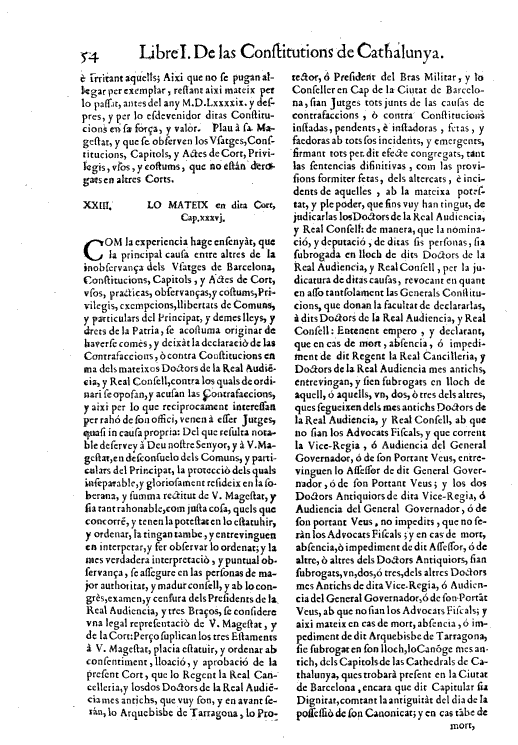
Libro I de las Constituciones de Cataluña, Capítulo de corte XXXVI:
«XXIII EL MISMO [en referencia a Felipe V], en la dicha Corte [de 1701-1702]. Capítulo XXXVI. Como la experiencia ha enseñado sobre las demás que la inobservancia de los Usajes de Barcelona, Constituciones, Capítulos y Actos de Corte, usos, prácticas, observancias, y costumbres, Privilegios, exenciones, libertades de Comunes, y particulares del Principado, y demás leyes, y derechos de la Patria, se acostumbra a originar de haberlas cometido, y dejado a declaración de las Contrafacciones, o contra Constituciones, en los mismos Doctores de la Real Audiencia [..]»

El Tribunal de Contrafacciones era la institución de Cataluña que garantizaba la aplicación de las Constituciones catalanas y resolvía de manera suprema ante cualquier acción por parte del rey, o de los oficiales del rey, contraria al ordenamiento constitucional catalán. Ansiosamente deseado, los catalanes pugnaron durante doscientos años hasta conseguir su creación. En las Cortes catalanas de 1533 los brazos catalanes propusieron al rey Carlos I su aprobación, para asegurar que la Corona Española cumplía con la Constitución de la Observancia, que determinaba el principio que el rey estaba sometido a las constituciones catalanas. Pero no fue hasta dos siglos después, en las Cortes catalanas de 1701-1702, cuando el rey Felipe IV (V de Castilla) aprobó la creación del tribunal. La ocasión para conseguirlo apareció con la entronización de la nueva dinastía, la Casa de Borbón, a la cual los «defensores de la observancia de las leyes» pusieron a prueba; la nueva dinastía necesitaba consolidarse, y el inicio de su reinado era la coyuntura en la que la monarquía se encontraba en su máxima debilidad, necesitada de reconocimiento y aprobación; aun así, solo se consiguió después de pugnar duramente contra Felipe V. 
El Tribunal de Contrafacciones quedó configurado como un tribunal de garantías constitucionales, formado de manera paritaria entre los representantes del rey y los representantes de los Tres Comunes de Cataluña. Permitía así garantizar el ordenamiento jurídico catalán con la coparticipación de las instituciones del Principado y los oficiales reales. Asumió la atribución que hasta entonces había pertenecido en exclusiva a la Real Audiencia de Cataluña, la cual había fallado casi inexorablemente en favor de la Corona, y con la creación de Tribunal de Contrafacciones la Corona Española permitió la existencia de un tribunal que difícilmente podía controlar y que le exigía la observancia de las constituciones aprobadas en las Cortes Catalanas, tanto por él, como por sus oficiales. La amenaza absolutista parecía así quedar neutralizada, pues el rey o sus virreyes no podían emitir leyes de rango superior a una constitución catalana (ley), de manera que las pragmáticas y los reales decretos quedaban supeditados al ordenamiento constitucional catalán; además, si cualquier oficial real vulneraba una constitución catalana (ley), debía ser sometido a un proceso judicial de contrafacción. 
El Tribunal de Contrafacciones entró en funcionamiento en 1703, a raíz del decreto de expulsión que Felipe V ordenó contra el comerciante holandés Arnald Jäger, una expulsión que vulneraba las constituciones catalanas, lo que supuso que automáticamente la conferencia de los Tres Comunes de Cataluña solicitara que se cursara causa de contrafacción. El mismo Felipe V se daría cuenta de las limitaciones que el Tribunal de Contrafacciones suponía para su «real voluntad», y reconocería poco después que tras la Cortes de 1701-1702, los catalanes «habían quedado mas Repúblicos que el parlamento alusivo a ingleses».

## Abolición de los Tres Comunes de Cataluña
El último acto conjunto de los Tres Comunes de Cataluña tuvo lugar el 11 de septiembre de 1714 entre las ruinas de Barcelona, cuando aquellos miembros de los Tres Comunes que aún seguían en pie se reunieron a las tres de la tarde en el Portal de San Antonio con la Junta de Gobierno para realizar una última llamada antes de entrar en negociaciones de capitulación con las tropas del duque de Berwick. Frecuentemente se ha atribuido falsamente la autoría del dicho bando al Conseller en Cap de Barcelona Rafael Casanova, cuando la verdad histórica es que Rafael Casanova había caído herido en combate en el Bastión de San Pedro horas antes, y que el bando fue redactado en la conferencia tenida por los Tres Comunes en el Portal de San Antonio, tal y como el mismo bando deja, meridianamente, explicitado. Su traducción al castellano es la que sigue y sus autores fueron, concretando específicamente los nombres, los siguientes:
- Por los «Tres Comunes de Cataluña»:
  - De la Diputación del General de Cataluña: Francisco de Perpiñá Sala y Sasala, Antonio Grases y Des, y Tomás Antich y Saladrich
  - Del Consejo de Ciento de Barcelona: Salvador Feliu de la Peña, Francisco Anton Vidal, José Llaurador, y Gerónimo Ferrer
  - Del Brazo militar de Cataluña: Francisco de Sayol y de Quarteroni

- Por «Junta de Gobierno y personas asociadas»: Salvador de Tamarit y de Vilanova, Cristóbal Lledó y Carreras, Francisco Mascaró, Juan Llinàs, José Duran y Mora, y Francisco Monnar
- Oficiales de guerra: Jacinto Oliver, Fèlix Monjo, Antonio Solá, y Francisco de Castellví y Obando

«Ahora oíd, see hace saber a todos generalmente, de parte de los Tres Excelentísimos Comunes, tomado el parecer de los Señores de la Junta de Gobierno, personas asociadas, nobles, ciudadanos y oficiales de guerra, que separadamente están impidiendo que los enemigos se internen en la ciudad; atendiendo que la deplorable infelicidad de esta ciudad, en la que hoy reside la libertad de todo el Principado y de toda España, está expuesta al último extremo, de someterse a una entera esclavitud.

 Notifican, amonestan y exhortan, representando a Padres de la Patria que se afligen de la desgracia irreparable que amenaza el favor e injusto encono de las armas franco-españolas, hecha seria reflexión del estado en que los enemigos del Rey N.S., de nuestra libertad y Patria, están apostados ocupando todas las brechas, cortaduras, baluartes del Portal Nou, Sta. Clara, Llevant y Sta. Eulalia. Se hace saber, que si luego, inmediatamente de oído el presente pregón, todos los naturales, habitantes y demás gentes hábiles para las armas no se presentan en las plazas de Junqueras, Born y Plaza de Palacio, a fin de que unidamente con todos los Señores que representan los Comunes, se puedan rechazar los enemigos, haciendo el último esfuerzo, esperando que Dios misericordioso, mejorará la suerte. Se hace también saber, que siendo la esclavitud cierta y forzosa, en obligación de sus cargos, explican, declaran y protestan a los presentes, y dan testimonio a los venideros, de que han ejecutado las últimas exhortaciones y esfuerzos, protestando de todos los males, ruinas y desolaciones que sobrevengan a nuestra común y afligida Patria, y exterminio todos los honores y privilegios, quedando esclavos con los demás españoles engañados y todos en esclavitud del dominio francés; pero se confía, que todos como verdaderos hijos de la Patria, amantes de la Libertad, acudirán a los lugares señalados a fin de derramar gloriosamente su sangre y vida por su Rey, por su honor, por la Patria y por la libertad de toda España, y finalmente dicen y hacen saber, que si después de una hora de publicado el pregón, no comparece gente suficiente para ejecutar la ideada empresa, es forzoso, preciso y necesario hacer llamada y pedir capitulación a los enemigos, antes de llegar la noche, para no exponer a la más lamentable ruina de la Ciudad, para no exponerla a un saqueo general, profanación de los Santos Templos, y sacrificio de niños, mujeres y personas religiosas. Y para que a todos sea generalmente notorio, que con voz alta, clara e inteligible sea publicado por todas las calles de la presente ciudad. 

Dado en la casa de la Excelentísima Ciudad, residiendo en el Portal de S. Antonio, presentes los mencionados Excelentísimos Señores y personas asociadas, a 11 de Septiembre, a las 3 de la tarde, de 1714».

Tres días después, el 15 de septiembre de 1714, fueron abolidos los Tres Comunes de Cataluña: la Generalidad de Cataluña, el Consejo de Ciento de Barcelona, y el Brazo militar de Cataluña. En el informe de José Patiño (1715) ante el Consejo de Castilla se concluía «los Tres Comunes ruidosos y de más representación de todo el Principado, que sustentaron las turbaciones, por quienes se dirigió la rebelión y resistencia».